# Moja i twoja nadzieja
Moja i twoja nadzieja (en français : « Mon et ton espoir ») est une chanson de 1993 du groupe de rock polonais Hey avec la participation de la chanteuse polonaise Edyta Bartosiewicz. Elle est extraite du premier album studio de Hey, Fire. En 1993, elle est publiée sous la forme d'un deuxième single promotionnel. Composée par Piotr Banach sur des paroles de Katarzyna Nosowska, elle est écrite pour la finale de la première édition du Grand orchestre de charité de Noël.
En 1997, Hey réenregistre la chanson avec d'autres artistes polonais. Une nouvelle version, Moja i twoja nadzieja '97, est publiée sur un single de charité, dont les recettes sont reversées aux victimes des inondations de 1997 en Europe centrale.
En 2024, un autre enregistrement est réalisé avec des artistes polonais, dont Nosowska et Bartosiewicz, dédié aux victimes des inondations de 2024 en Europe centrale.
La chanson, tant dans sa version originale que dans celle de 1997, atteint la première place du hit-parade du troisième programme de la radio polonaise. Des années plus tard, elle est incluse dans les listes des plus importantes chansons polonaises.

## Histoire
En novembre 1992, les membres de Hey signent un contrat avec le studio Izabelin et commencent à travailler sur leur premier album, Fire, produit par Andrzej Puczyński (pl),. Le groupe est invité à enregistrer une chanson pour la finale de la première édition du Grand orchestre de charité de Noël (WOŚP), dont le thème fait référence au message de la campagne. Moja i twoja nadzieja est composée par le guitariste du groupe, Piotr Banach, qui écrit également les paroles à l'origine, mais n'en était pas satisfait. Finalement, ce sont les paroles écrites par la chanteuse, Katarzyna Nosowska, qui sont retenues. À l'initiative des représentants d'Izabelin, Edyta Bartosiewicz, associée au label, chante en tant qu'invitée sur la chanson,.
Le 3 janvier 1993, un concert a lieu à l'occasion de la finale du WOŚP au Hala Arena de Poznań, qui se termine par une interprétation commune de Moja i twoja nadzieja par tous les artistes, y compris Hey et Bartosiewicz,,. La chanson sort en tant que deuxième single annonçant Fire. Le 15 janvier 1993, elle apparaît pour la première fois dans les charts du Troisième Programme de la radio polonaise, où elle atteint la première place cinq semaines plus tard, position qu'elle conserve pendant deux semaines au total.
L'album Fire comprend également une deuxième version acoustique dela chanson, avec le chanteur de Kobranocka (pl), Andrzej Kraiński (pl) aux côtés de Hey. Kraiński entend l'enregistrement et demande à chanter en tant qu'invité. Il enregistre ses parties avec Puczyński, alors que les membres de Hey sont en tournée. À leur retour à Izabelin, ils soutiennent l'idée de l'inclure dans l'enregistrement.
Le 25 juin 1993, Hey se produit lors du concert Wojna z trzema schodami, organisé dans le cadre de l'émission de télévision Luz, Ryszard Riedel chante spontanément la chanson avec le groupe en tant qu'invité,.
En 2017, la chanson est l'un des titres réenregistrés par Hey pour la compilation CDN publiée par Kayax à l'occasion du 25e anniversaire du groupe. L'enregistrement est produit par Marcin Bors (pl),.

## Enregistrements caritatifs

### Moja i twoja nadzieja ’97
Singles de Hey et les invités
Dosyć poważnie
(1997) 4 pory
(1999)
En juillet 1997, déluge du millénaire a lieu dans le sud-ouest de la Pologne. À l'initiative d'Andrzej Puczyński, une nouvelle version de Moja i twoja nadzieja est enregistrée, dédiée aux victimes de l'inondation. Outre Hey, plusieurs artistes y participent : Edyta Bartosiewicz, Renata Dąbkowska, Patrycja Kosiarkiewicz, Natalia Kukulska, Grzegorz Markowski, Czesław Niemen, Joanna Prykowska, Maryla Rodowicz et Anna Świątczak. L'enregistrement a lieu le 12 juillet 1997 au studio Izabelin. Le guitariste de Hey, Piotr Banach, absent à Varsovie et ne pouvant pas arriver au studio, ne participe pas. La composition des artistes est décidée jusqu'au moment de l'enregistrement, en particulier Markowski et Niemen chantent spontanément, parce qu'ils se trouvent au studio Izabelin au moment de l'enregistrement. Banach et Nosowska renoncent à percevoir des droits d'auteur pour l'exécution publique de la chanson,.
La chanson fait l'objet d'un single de charité. Il comprenait également la version originale et une version acoustique de 1993, une reprise interprétée par Anna Maria Jopek et une version instrumentale. Le single, publié par PolyGram Poland, est d'abord distribué par des bénévoles, puis dans les magasins. Le produit des ventes est versé au fonds Telewidzowie-Powodzianom organisé par Telewizja Polska,.
En outre, un clip vidéo est diffusé, montrant les artistes lors d'enregistrements en studio et des prises de vue de scènes liées aux inondations. Le 19 juillet 1997, un concert de charité est organisé devant le bâtiment de la télévision polonaise à Varsovie, retransmis par TVP, avec la participation de plus de 30 artistes, au cours duquel de l'argent est collecté pour les victimes des inondations par le biais d'un système audio-téléphonique. À la fin du concert, tous les artistes interpretent ensemble Moja i twoja nadzieja '97,.
La chanson, comme la version originale, atteint la première place dans les charts du troisième programme de la radio polonaise, une position qu'elle occupe seulement la deuxième semaine après sa sortie.
En 2022, le clip est utilisé dans le dernier épisode de la mini-série Wielka woda (pl) du service de streaming Netflix, décrivant l'histoire du déluge du millénaire.

### Version de 2024
En 2024, Telewizja Polska (TVP) initie la création d'une nouvelle version de la chanson, dédiée aux victimes des inondations en Europe centrale, qui touchent également des régions du sud-ouest de la Pologne. L'enregistrement est réalisé dans le cadre de la campagne #RazemDlaWas, organisée par la Fondation TVP en collaboration avec la radio et la presse polonaises. Tous les artistes et l'équipe de production renoncent à leur salaire. Une piste instrumentale enregistrée par le groupe Hey pour son album CDN de 2017 est utilisée dans l'enregistrement.
L'enregistrement de la chanson et du clip vidéo ont lieu le 21 septembre 2024 dans le studio de musique Agnieszka Osiecka de la radio polonaise à Varsovie. Les interprètes de la version originale, Katarzyna Nosowska et Edyta Bartosiewicz, y participent, ainsi que : Kamil Bednarek, Tomson (pl) et Baron (pl), Mela Koteluk, Natalia Szroeder, Natalia Przybysz, DIMoN, Sebastian Karpiel-Bułecka, Błażej Król, Tomasz Makowiecki, Anna Wyszkoni, Patrycja Markowska, Tomasz Organek, Bovska, Bela Komoszyńska, Kayah, Roman Osica, Natalia Kukulska, Andrzej Piaseczny, Małgorzata Ostrowska, Natalia Niemen, Kasia Kowalska, Zbigniew Hołdys, Arek Kłusowski, Kathia, Oskar Cyms, Wiktor Dyduła, Meek, Oh Why? (pl), Zalia, Dawid Tyszkowski, Rubens, Barbara Wrońska et Piotr Zioła. Le clip vidéo est réalisé par Armin Kurasz.
La première de la chanson et du clip vidéo ont lieu le 26 septembre 2024 dans le programme d'information de TVP 1, 19.30. Peu après, la chanson est diffusée par les principales stations de radio polonaises : les stations de Polskie Radio, RMF FM, Radio Zet, Radio Eska et Eska2, et le clip vidéo est publié sur la chaîne TVP sur YouTube. Toutes les recettes publicitaires générées la chanson sont reversées à la Fondation TVP pour venir en aide aux victimes des inondations.

## Reprises
En 1997, Anna Maria Jopek enregistre une reprise jazz de la chanson, qui est publiée sur le single Moja i twoja nadzieja '97. En 1998, la chanson figure également sur son album Szeptem.
Le 8 juin 2014, Monika Kuszyńska interprète la chanson lors du concert 25 lat ! Wolność - kocham i rozumiem du 51e Festival national de chanson polonaise d'Opole.
Le 2 avril 2021, Viki Gabor interprète la chanson lors du concert Pasja 2021, organisé à Lublin et diffusé par TVP.
En 2024, la chanson est enregistrée par le contre-ténor Jakub Józef Orliński. Le pianiste et arrangeur de la reprise est Aleksander Dębicz. La chanson est incluse dans l'album #LetsBaRock, sorti le 27 septembre 2024, que Dębicz commente comme « un clin d'œil à la riche tradition du rock polonais ».